# Opius ignatii
Opius ignatii är en stekelart som beskrevs av Fischer 1971. Opius ignatii ingår i släktet Opius och familjen bracksteklar. Inga underarter finns listade i Catalogue of Life.